# Latyczyn
Latyczyn – wieś położona w województwie lubelskim, w powiecie zamojskim, w środkowej części gminy Radecznica. Leży w sąsiedztwie wsi Zaburze.
W latach 1975–1998 miejscowość położona była w województwie zamojskim. 
Wieś jest sołectwem w gminie Radecznica. Według Narodowego Spisu Powszechnego z roku 2011 wieś liczyła 515 mieszkańców. 
Swoją nazwę zawdzięcza możnemu rodowi Latyczyńskich, którzy ponad cztery wieki byli jej właścicielami.
Wierni Kościoła rzymskokatolickiego należą do parafii św. Antoniego Padewskiego w Radecznicy.

## Części wsi
| SIMC    | Nazwa       | Rodzaj    |
| ------- | ----------- | --------- |
| 0897289 | Kolonia     | część wsi |
| 0897295 | Majdan      | część wsi |
| 0897303 | Nad Stokiem | część wsi |
| 0897310 | Żabia Wólka | część wsi |

## Historia
Początków istnienia wsi należy doszukiwać się w XII wieku. Pierwszymi mieszkańcami Latyczyna byli najprawdopodobniej uchodźcy, którzy z dala od ważniejszych szlaków komunikacyjnych (dróg waśni etnicznych i zbrojnych) szukali schronienia. Żyzna ziemia i nadmiar łąk stwarzały dogodne warunki do upraw rolnych i hodowli.
W ówczesnym okresie powstawania wsi trwał stały konflikt na pograniczu polsko-ruskim (ziemia sandomierska Korony Polskiej oraz Grody Czerwieńskie i ziemia chełmska znajdowały się w posiadaniu raz Rusi, raz Polski). Sąsiednie Zaporze wchodziło w skład ziemi sandomierskiej.
Wieś otoczona w dawnych czasach z dwóch stron bagnami i torfowiskami, od wschodu rzeką Gorajec oraz innym ciekiem wodnym od południa, mając na zachodzie ścianę odległego o kilometr dużego kompleksu leśnego wraz z wąwozami Łysej Góry (305 m n.p.m.) stanowiła w tamtych warunkach możliwość bezpiecznego schronienia i ukrycia w przypadku zagrożenia.
Oprócz wyznawców kościoła rzymskokatolickiego są również Świadkowie Jehowy (Sala Królestwa).